# Mistrzostwa Azji w Maratonie 2011
Mistrzostwa Azji w Maratonie 2011 – zawody lekkoatletyczne, które odbyły się 17 lipca w tajlandzkim mieście Pattaya.

## Rezultaty
|           | 1. miejsce            | Rezultat | 2. miejsce   | Rezultat | 3. miejsce     | Rezultat |
| Mężczyźni | Mohamed Abdou Bakheet | 2:23:07  | Teruto Ozaki | 2:23:09  | Kenji Takeuchi | 2:25:33  |
| Kobiety   | Noriko Higuchi        | 2:44:10  | Jiang Xiaoli | 2:52:24  | Phạm Thị Bình  | 2:53:09  |